# 포조산니타
포조산니타(이탈리아어: Poggio Sannita)는 이탈리아 몰리세주 이세르니아도의 코무네다. 캄포바소로부터 북서쪽 30km 이세르니아 북동쪽 25km 거리에 있다. 포조산니타는 베르리노 강과 세네테 강에 둘러싸인 곶에 위치해있다.

## 어원
마을은 고대 삼니움으로부터 전래된 고대의 마을 명칭인 카카보네(Caccavone)가 현재의 명칭인 포조산니타로 바뀐 특이한 특징이 있다.